# Róbert Mike
Róbert Mike (* 8. Mai 1984 in Timișoara, Rumänien) ist ein ehemaliger ungarischer Kanute.

## Sportliche Karriere
Róbert Mike wurde von einem seiner Lehrer zum Kanu-Sport gebracht. Er begann bei dessen Verein im Kajak, bis ihn sein späterer Trainer Tamas Olah zum Canadier brachte. Hier sollte Mike seine Erfolge feiern.
Während er zu Anfang seiner Karriere vor allem im Canadier-Vierer Erfolge bei Welt- und Europameisterschaften erringen konnte, holte er ab 2010, meist mit Henrik Vasbányai auch Erfolge im Canadier-Zweier.  
Die beiden Sportler nahmen 2016 an den Olympischen Sommerspielen in Rio teil und drangen dort bis ins Finale vor. Mit einem Rückstand von 0,25 Sekunden auf die Ukrainer Taras Mischtschuk und Dmytro Jantschuk verpassten sie dort die Bronze-Medaille denkbar knapp.  
Nachdem die Ergebnisse zum Ende der 2020er-Jahre schlechter wurden und die Olympischen Sommerspiele in Tokio wegen der Covid-19-Pandemie um ein Jahr nach hinten verlegt wurden, entschied sich Mike im Jahr 2020, seine Karriere zu beenden.